# Valea Mare (Olt)
Valea Mare es una comuna ubicada en el distrito de Olt, Rumania.

## Superficie
Posee una superficie de 57,32 kilómetros cuadrados.

## Demografía
Hasta 2021 la población era de 3546 habitantes, con una densidad de población de 61,86 habitantes por kilómetro cuadrado.